# Caymanostella spinimarginata
Caymanostella spinimarginata is een zeester uit de familie Caymanostellidae.
De wetenschappelijke naam van de soort werd in 1974 gepubliceerd door Belyaev.